# Ray Buivid
Raymond Vincent Buivid (Sheboygan, 15 agosto 1915 – Cherry Hill, 5 luglio 1972) è stato un giocatore di football americano statunitense che ha giocato nel ruolo di quarterback nella National Football League (NFL).

## Carriera
Buivid al college giocò per la squadra di football della Marquette University soprannominata in quegli anni "Golden Avalanche" che disputò il primo Cotton Bowl della storia. Nel 1936 si classificò terzo nelle votazioni dell'Heisman Trophy e fu premiato come All-American. Scelto dai Chicago Bears come terzo assoluto nel Draft NFL 1937, divenne il primo rookie a passare cinque touchdown in una partita, un record che resiste ancora oggi e un'impresa che non fu più replicata fino al 2009 da Matthew Stafford dei Detroit Lions e poi nel 2015 da Jameis Winston dei Tampa Bay Buccaneers.

## Statistiche
| Yard lanciate     | 500  |
| Touchdown         | 11   |
| Intercetti subiti | 4    |
| Passer rating     | 80,8 |